# François-Emmanuel Guignard de Saint-Priest

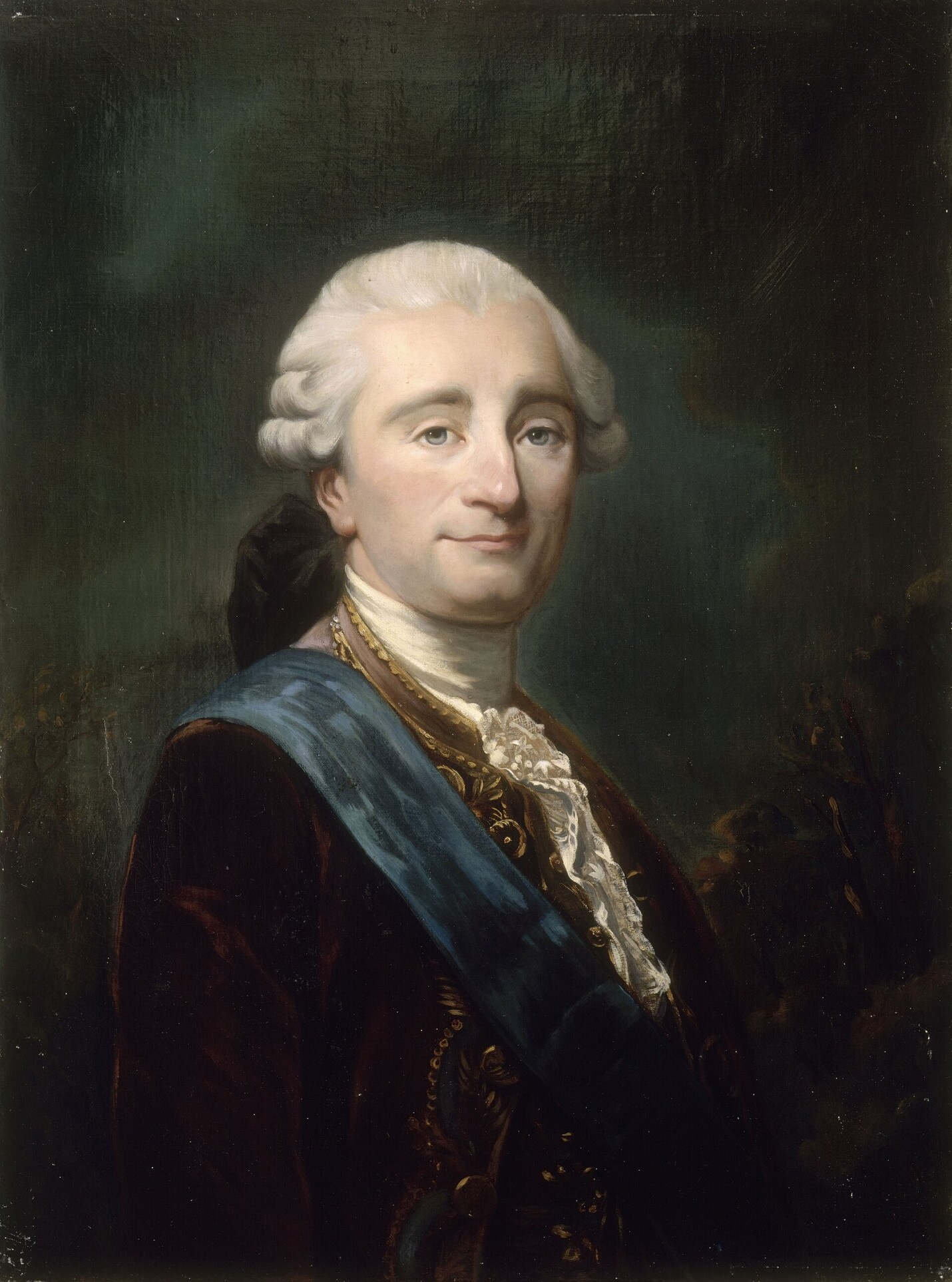
François-Emmanuel Guignard de Saint-Priest, porträtterad av Louis Jules Bauderon.

François-Emmanuel Guignard de Saint-Priest, född 12 mars 1735 i Grenoble, död 26 februari 1821, var en fransk greve, militär, politiker och diplomat. Han var farfar till Alexis de Saint-Priest.

## Biografi

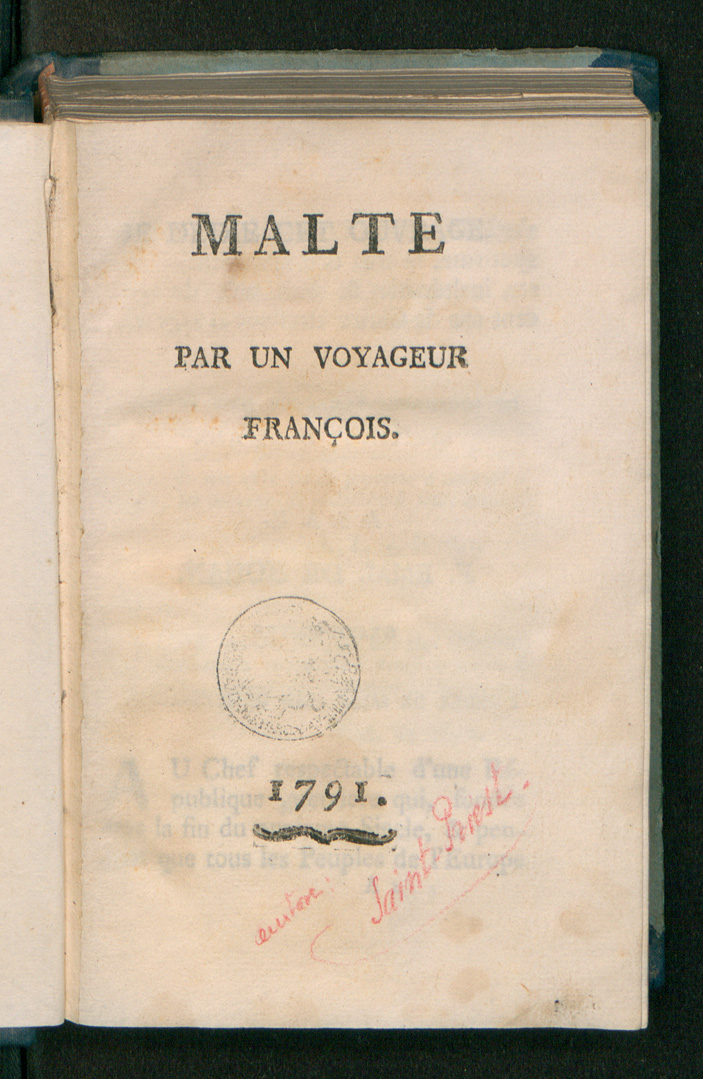
Malte, 1791

François-Emmanuel Guignard de Saint-Priest deltog 1753-1754 som malteserriddare i slag mot turkar och sjörövare. I fransk tjänst avancerade han under Sjuåriga kriget till överste. Han var fransk minister 1763-1767 i Lissabon och 1767-1785 i Konstantinopel. Från denna senare tid härrör hans intressanta Mémoires sur l'ambassade de France en Turquie et le commerce des Français dans le Levant (utgiven av Charles Schefer 1877). 
Efter en kort tids vistelse som ambassadör i Holland (1787) blev han 1788 medlem av konseljen. Nära lierad med Necker, blev han samtidigt med denne avskedad och återkallad (1789) och övertog samma år inrikesministeriet. Fastän han var vän av ett konstitutionellt styrelsesätt, blev han illa anskriven hos revolutionens anhängare som anklagade honom för hänsynslös stränghet och ringaktning för nationalförsamlingen. 
I december 1790 drog han sig tillbaka och begav sig till utlandet, sammanträffade med Gustav III i Aachen sommaren 1791 och invigdes i dennes planer på ett förbund emellan Sverige och Ryssland till Bourbonernas hjälp mot revolutionen. I Sankt Petersburg sökte han förgäves förmå Katarina II att stödja den svenska interventionspolitiken (augusti samma år). Tidvis vistades han också i Stockholm. 
Även på andra håll verkade han för Bourbonernas sak. 1795-1808 var han knuten vid Ludvig XVIII:s hov som dennes minister. Vid bourbonska restaurationen återvände han till Frankrike och blev 1815 pär. Han drog sig därefter tillbaka till sitt gods i Dauphiné.